# ثلاثي بروميد الفسفور
ثلاثي بروميد الفوسفور هو مركب كيميائي ينتمي إلى هاليدات الفوسفور، صيغته PBr3، ويوجد على شكل سائل عديم اللون.

## التحضير
يحضر المركب صناعياً من التفاعل المباشر بين الفوسفور الأحمر وغاز البروم؛ وذلك بكميات ستوكيومترية من البروم مع فائض من الفوسفور من أجل تجنب تشكل خماسي بروميد الفوسفور:
{\displaystyle \mathrm {P_{4}+6\ Br_{2}\longrightarrow 4\ PBr_{3}} }

## الخواص
يوجد المركب في الشروط القياسية على شكل سائل عديم اللون، ويكون للفوسفور في هذا المركب في حالة أكسدة مقدارها +3، وللمركب بنية جزيئية هرمية ثلاثية. يمكن أن يتصرف المركب إما على شكل حمض لويس أو قاعدة لويس.

## الاستخدامات
يستخدم هذا المركب بشكل واسع في المختبرات الكيميائية عاملاً لإضافة البروم إلى المركبات العضوية في تفاعلات البرومة. من أشهر الأمثلة التفاعل مع الكحولات للحصول على المشتقات البرومية:
{\displaystyle \mathrm {3\ R{-}CH_{2}OH+PBr_{3}\longrightarrow 3\ R{-}CH_{2}Br+H_{3}PO_{3}} }
بشكل مشابه يتفاعل ثلاثي بروميد الفوسفور مع الأحماض الكربوكسيلية للحصول على بروميد الأسيل الموافق:
{\displaystyle \mathrm {R{-}COOH+PBr_{3}\longrightarrow R{-}COBr+PBr_{2}OH} }
يفضل إجراء تفاعلات البرومة باستخدام هذا المركب على حمض الهيدروبروميك، وذلك من أجل تجنب تشكل الكاتيونات الكربونية؛ إذ يمكن حتى الحصول على بروميد النيوبنتيل من الكحول الموافق بمردود يبلغ 60%.